# Carlos Neva
Carlos Neva, né le 12 juin 1996 à El Puerto de Santa María en Espagne, est un footballeur espagnol qui évolue au poste d'arrière gauche au Grenade CF.

## Biographie

### Jeunesse et formation
Né à El Puerto de Santa María en Espagne, Carlos Neva commence le football au Racing Club Portuense, faisant ses premiers pas en quatrième division espagnole.
Neva, qui évolue alors comme ailier gauche, rejoint le centre de formation du Real Madrid 2 juillet 2014 mais cette expérience est de courte durée puisque Neva quitte le club dès le mois de septembre 2014 pour rejoindre le Séville CF où il poursuit sa formation.

### Grenade CF
En juillet 2017 Carlos Neva rejoint le Grenade CF, où il doit dans un premier temps renforcer l'équipe réserve.
Il fait sa première apparition avec l'équipe première tardivement, le 8 juin 2019, lors d'une rencontre de deuxième division espagnoles contre l'AD Alcorcón. Il entre en jeu et son équipe s'impose par deux buts à un. Le club termine deuxième du championnat lors de cette saison 2018-2019 et est promu dans l'élite du football espagnol.
C'est donc à 23 ans, lors de la saison 2019-2020, que Carlos Neva découvre la Liga. Il fait son baptême de feu le 21 septembre 2019 face au tenant du titre de champion d'Espagne, le FC Barcelone. Il est titularisé lors de cette rencontre que son équipe remporte sur le score de deux buts à zéro.
Avec ce club il découvre la Ligue Europa, jouant son premier match le 22 octobre 2020 contre le PSV Eindhoven. Il est titularisé ce jour-là et son équipe s'impose par deux buts à un.
Neva inscrit son premier but le 14 janvier 2023, à l'occasion d'une rencontre de championnat face au Levante UD. Il est titularisé mais ne peut empêcher la défaite de son équipe (3-1 score final).